# Jawai
Jawai là một thành phố và là nơi đặt ban đô thị (municipal board) của quận Jaintia Hills thuộc bang Meghalaya, Ấn Độ.

## Nhân khẩu
Theo điều tra dân số năm 2001 của Ấn Độ, Jawai có dân số 25.023 người. Phái nam chiếm 49% tổng số dân và phái nữ chiếm 51%. Jawai có tỷ lệ 76% biết đọc biết viết, cao hơn tỷ lệ trung bình toàn quốc là 59,5%: tỷ lệ cho phái nam là 77%, và tỷ lệ cho phái nữ là 75%. Tại Jawai, 17% dân số nhỏ hơn 6 tuổi.